# Sphenomorphus maindroni
Sphenomorphus maindroni — вид сцинкоподібних ящірок родини сцинкових (Scincidae). Мешкає в Індонезії і Папуа Новій Гвінеї. Вид названий на честь французького натураліста Моріса Мендрона.

## Підвиди
Виділяють два підвиди:
- Sphenomorphus maindroni maindroni (Sauvage, 1879);
- Sphenomorphus maindroni wolfi (Sternfeld, 1918).

## Поширення і екологія
Sphenomorphus maindroni мешкають на Новій Гвінеї та на сусідніх островах, зокрема на Новій Британії і островах Адміралтейства. Вони живуть у вологих рівнинних тропічних лісах, на висоті до 500 м над рівнем моря.